# Dálnice A9 (Rakousko)
Dálnice A9 (německy Autobahn A9 nebo Pyhrn Autobahn), je 230 kilometrů dlouhá rakouská dálnice. Začíná na křižovatce Voralpenkreuz s dálnicemi A1 a A8 a vede jihovýchodním směrem přes Štýrský Hradec ke slovinským hranicím, kde se u Spielfeldu napojuje na slovinskou dálnici A1. Protože trasa dálnice A9 prochází Ennstalskými Alpami, vyskytuje se na ní množství tunelů, z nichž některé mají dosud zprovozněný pouze jeden tubus pro obousměrný provoz. Nejdelšími z tunelů na dálnici jsou: Bosrucký dálniční tunel (5,5 km), Gleinalmský tunel (8,3 km) a Tunel Plabutsch (10 km).
Výstavba dálnice A9 začala počátkem 70. let 20. století u Štýrského Hradce, jako první byl zprovozněn necelý kilometr dlouhý úsek Gratkorn – Graz-Nord s mostem přes Muru. Stavba dále pokračovala v průběhu 70., 80. i 90. let, k otevření posledního úseku Inzersdorf im Kremstal – Schön došlo 18. prosince 2004. Některé úseky (zejména úsek Kirchdorf an der Krems – Liezen) byly zpočátku postaveny jen v polovičním profilu, po roce 2000 však byly všechny tamní tunely dostavěny. V plném profilu je tak dálnice A9 kompletní od roku 2019.

## Dálniční křižovatky
- Voralpenkreuz (km 0) – dálnice A1 (E55, E60) a dálnice A8 (E56)
- Sankt Michael in Obersteiermark (km 133) – rychlostní silnice S6 a rychlostní silnice S36
- Peggau-Deutschfeistritz (km 165) – rychlostní silnice S35
- Graz-West (km 189) – dálnice A2 (E59, E66)